# 安德華拉諾特
安德華拉諾特（Andvarinaut）是北歐神話中侏儒安德瓦利的戒指，也有說法認為是手環。其名字的意思是「安德瓦利之寶」（Andvari Gem或Andvari's Gift），中譯有「吸金指環」。它出現在《詩體埃達》、《散文埃達》及《沃爾松格薩迦》（Volsunga saga）中。
洛基殺害了赫瑞德瑪的兒子，被憤怒的父親要求支付賠償金，洛基為湊出足夠的金額而強奪走侏儒安德瓦利的寶藏。在安德瓦利龐大的財寶中，以安德華拉諾特的價值最高。而被奪走寶藏的安德瓦利因此詛咒持有戒指者，都將會招來無限的災禍。安德華拉諾特就這樣連同其他財寶都被當作贖金交付給了赫瑞德瑪，之後赫瑞德瑪被覬覦寶藏的兒子法夫納殺害，而法夫納又被弟弟雷金唆使的英雄齊格弗里德殺掉，戒指因而落入齊格弗里德手中。齊格弗里德將它送給自己的情人布倫希爾德，之後一連串的情節都因為這戒指及戒指所附帶的寶藏，而讓眾英雄紛紛喪命。是北歐神話受詛咒的物品中是頗具代表性的一項。
在《詩體埃達》原本的形容中，並沒有賦予它特殊的力量，只是為了表現洛基連最後一點黃金都要奪走的情節。但在後來的作品裡面，漸漸被賦予能製造財富的能力，所以有安德華拉諾特能使「黃金分裂繁殖」或「帶領持有者找到金礦」的說法。
另外，安德華拉諾特也成為J.R.R.托爾金筆下《魔戒》中的至尊魔戒的原型。